# Projet de réformes en Arménie ottomane (1895)
Ne doit pas être confondu avec Projet de réformes en Arménie ottomane.

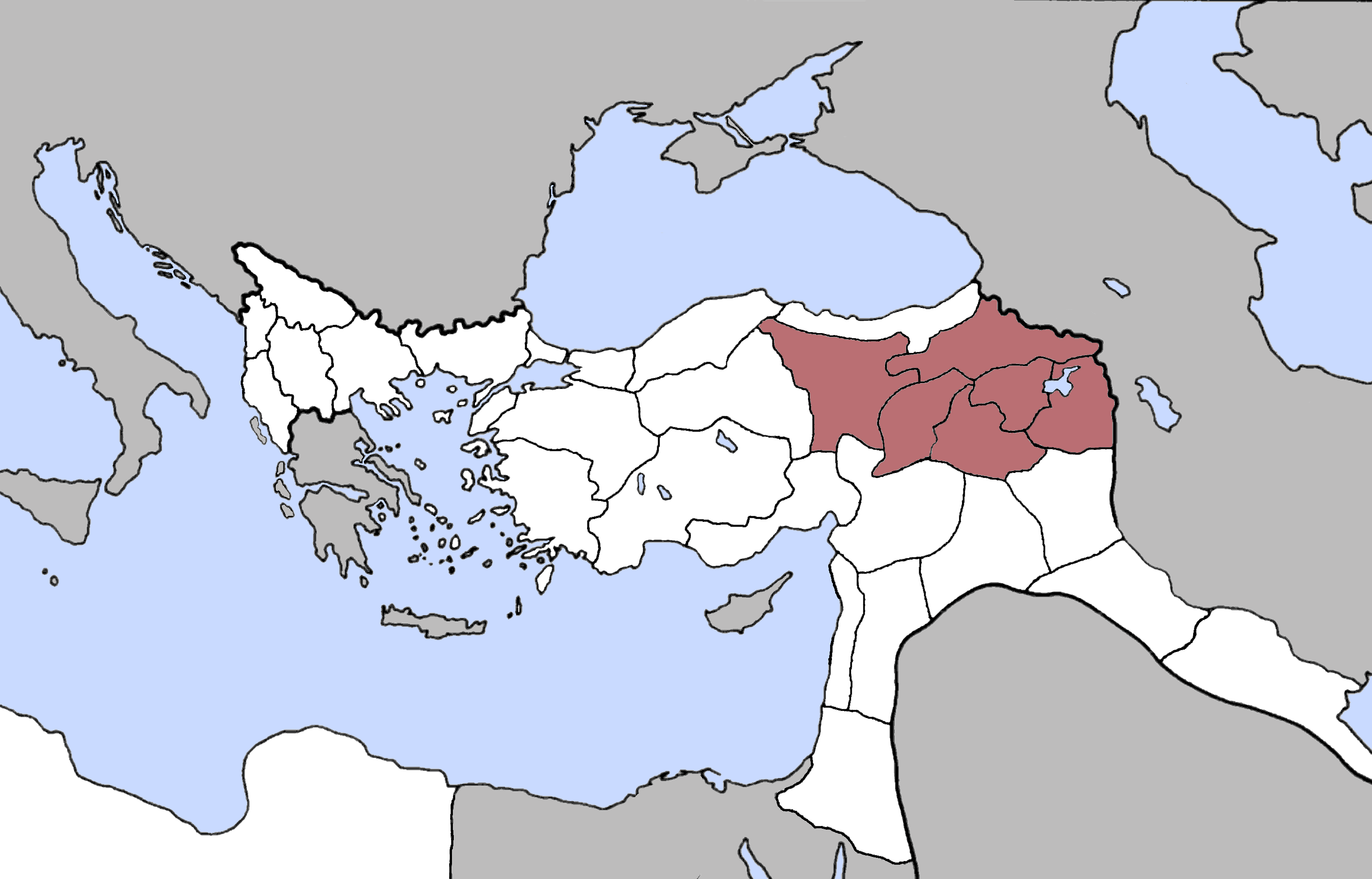
Les six provinces arméniennes à la fin du XIXe siècle.

Le projet de réformes en Arménie ottomane est un plan de réformes négocié en 1895 entre l'Empire ottoman et les grandes puissances en faveur des Arméniens ottomans, notamment de leur foyer de peuplement que sont les six vilayets (ou Arménie occidentale), à l'est de l'Empire. C'est l'un des volets de la question arménienne. Il n'est toutefois jamais mis en œuvre.

## Contexte
La guerre russo-turque de 1877-1878 voit l'avancée russe en Arménie ottomane, l'armée impériale s'emparant notamment de Bayazet et de Kars. Les Arméniens obtiennent des négociateurs russes l'article 16 du Traité de San Stefano (3 mars 1878), qui prévoit des réformes immédiates pour les Arméniens ottomans, et dont voici le texte,,, :

« Article 16 : Comme l'évacuation par les troupes russes, des territoires qu'elles occupent en Arménie et qui doivent être restitués à la Turquie, pourrait y donner lieu à des conflits et à des complications préjudiciables aux bonnes relations des deux pays, la Sublime Porte s'engage à réaliser sans plus de retard les améliorations et les réformes exigées par les besoins locaux dans les provinces habitées par les Arméniens et à garantir leur sécurité contre les Kurdes et les Circassiens. »

Le Traité de San Stefano est révisé lors du congrès de Berlin, qui a lieu à l'été 1878,. La tenue de ce congrès ne décourage pas les Arméniens : déçus par la reculade russe, ils se tournent à présent vers les Britanniques. Une délégation arménienne menée par l'archevêque arménien Mkrtich Khrimian se rend au congrès avec l'assentiment de Nersès Varjapétian pour y porter un projet d'autonomie administrative pour l'Arménie inspiré du statut du Liban de 1861,,,. Ce projet prévoit un gouverneur chrétien, en poste à Erzurum, désigné par le gouvernement ottoman, un programme de réformes fiscales judiciaires, policières, etc. dont le déploiement serait contrôlé par une commission internationale, mais aussi des milices mixtes chrétiennes-musulmanes, le suffrage masculin ou encore l'utilisation locale des revenus fiscaux. La délégation de Mkrtich Khrimian n'est toutefois pas admise aux travaux du congrès, ce qui est source d'amertume pour l'archevêque. Du congrès découle le Traité de Berlin (13 juillet 1878), dont l'article 61, consacré aux Arméniens, atténue les promesses de l'article 16 du Traité de San Stefano. En effet, il évoque la nécessité de réformes dans les provinces arméniennes, mais soumet leur application au contrôle des puissances,,,, :

« Article 61 : La Sublime Porte s'engage à réaliser sans plus de retard les améliorations et les réformes qu'exigent les besoins locaux des provinces habitées par les Arméniens et à garantir leur sécurité contre les Circassiens et les Kurdes. Elle donnera connaissance périodiquement des mesures prises à ces effets aux Puissances qui en surveilleront l'application. »

Début de la question arménienne, qui est évoquée pour la première fois lors d'une conférence internationale, et qui se retrouve donc « internationalisée », l'article 61 n'est jamais appliqué, mais est source d'espoirs pour les Arméniens, tout en nourrissant la méfiance des autorités ottomanes vis-à-vis de cette minorité, ainsi désignée comme la cause d'une menace permanente pour la souveraineté de l'Empire ottoman. Cette question est cependant presque immédiatement oubliée par les grandes puissances, alors occupées à étendre leur empire colonial en Afrique et en Asie, et privilégiant la voie de l'impérialisme économique pour étendre leur influence dans l'Empire ottoman. Ainsi, jusqu'en 1881, les grandes puissances se contentent d'envoyer des notes plus ou moins identiques au sultan lui rappelant ses obligations. Puis, leur concert s'effrite : l'Allemagne et l'Autriche le quittent, et la Russie, gouvernée par Alexandre III après l'assassinat de son père la même année, se désintéresse de la question arménienne.
Dans les années 1880 et 1890, les premiers partis politiques arméniens (parti Arménagan, parti social-démocrate Hentchak et Fédération révolutionnaire arménienne) apparaissent ; l'une de leurs revendications est l'application de l'article 61. Ainsi, en 1890, lors de la manifestation de Koum-Kapou, des Hentchakistes forcent le patriarche arménien de Constantinople Horen Ier Achekian à délivrer au sultan un manifeste demandant l'application de l'article 61.

## Historique

### La résistance des Arméniens du Sassoun
La question arménienne, et donc celle des réformes, émerge de nouveau en 1895,. Au début des massacres hamidiens (1894-1896), les nouvelles du massacre et de la résistance des Arméniens du Sassoun en 1894 (rébellion menée par Mourad, membre du Hentchak) provoquent la réaction des diplomates britanniques : les consuls d'Erzurum et de Van préviennent ainsi l'ambassadeur britannique Philip Currie des évènements. Ils tentent aussi de se rendre sur les lieux des massacres mais cette entreprise est bloquée par les autorités ottomanes qui prétextent une épidémie de choléra sur place. Ils sont donc à l'origine de protestations auprès du gouvernement central.
Les nouvelles des massacres sont diffusées par des missionnaires et correspondants locaux et atteignent l'Europe. Les diplomates français et russes se saisissent aussi de l'affaire (tandis que l'Allemagne ne réagit pas,). Avec leurs collègues britanniques, ils demandent la constitution et l'envoi d'une commission d'enquête sur place, ce que le gouvernement ottoman refuse, jugeant cette proposition comme une ingérence étrangère. En guise de compromis, il finit par accepter l'envoi d'une commission d'enquête ottomane accompagnée d'observateurs européens. Des audiences, lors desquelles des Arméniens témoignent des massacres, ont lieu à Muş au début de l'année. La commission d'enquête conclut que la situation avait été provoquée par des actes séditieux menés par des fédaïs arméniens, verdict que les observateurs européens critiquent dans leur rapport, :

« La destruction absolue du district ne peut pas être considérée comme une réponse proportionnée à une révolte ; a fortiori, dans le cas présent, les seuls crimes des Arméniens, à savoir d'avoir abrité ou peut-être caché Mourad et sa bande, d'avoir commis des actes isolés de brigandage contre les Kurdes, ou de ne pas avoir respecté les autorités, ainsi que potentiellement d'avoir offert une faible résistance aux troupes impériales dans des circonstances qui n'ont pas été éclaircies, ne saurait justifier l'état de misère auquel le peuple et le pays ont été réduits. Une responsabilité égale repose sur les épaules des autorités locales, civiles et militaires, qui n'ont mise aucune mesure en place pour empêcher une pseudo-révolte… ni n'ont rien tenté pour mettre un terme aux querelles entre les Arméniens et les Kurdes, et les pertes qu'elles ont provoqué. »

La crise du Sassoun force les puissances à s'intéresser de nouveau à la question arménienne après quinze ans de passivité. À ce titre, elle est d'ailleurs considérée comme une victoire par le parti Hentchak. Cependant, ni l'Allemagne, ni l'Autriche, ni l'Italie n'ont alors envie de faire pression sur la Sublime Porte, tandis que la Russie reste réticente sur la question de réformes qui pourraient menacer la tranquillité du Caucase.

### Le mémorandum des ambassadeurs de France, de Russie et d'Angleterre
En mars-avril 1895,, après de longues négociations, les diplomates russes, français et britanniques envoient un mémorandum au sultan lui rappelant encore une fois ses obligations au regard de l'article 61 et lui demandant de concevoir un nouveau programme de réformes,,. Ce mémorandum, publié dans la presse le 11 mai 1895, évoque douze points :
1. La réduction éventuelle du nombre des vilayets ;
2. La garantie pour le choix des valis ;
3. L'amnistie des Arméniens condamnés ou détenus pour faits politiques ;
4. La rentrée des Arméniens émigrés ou exilés ;
5. Le règlement définitif des procès pour crimes et délits de droit commun, actuellement en cours ;
6. L'examen de l'état des prisons et de la situation des prisonniers ;
7. La nomination d'un haut commissaire de surveillance pour la mise en application des réformes dans les provinces ;
8. La création d'une commission permanente de contrôle à Constantinople ;
9. La réparation des dommages subis par les Arméniens victimes des évènements de Sassoun, Talori, etc. ;
10. La régularisation des affaires de conversions religieuses ;
11. Le maintien et la stricte application des droits et privilèges concédés aux Arméniens ;
12. La situation des Arméniens dans les autres vilayets de la Turquie d'Asie.

La nouvelle répartition abordée dans le premier point « devrait être faite de façon que les populations fussent réparties en groupes ethnographiques le plus homogènes possibles ». Les points 3, 4 et 5 visent à mettre fin à la répression politique qui touche les Arméniens. Le point 7 évoque des « bases nouvelles » dans l'administration des provinces : élection et nomination de nouveaux fonctionnaires, nouveau budget, etc., le tout supervisé par un haut fonctionnaire délégué spécialement par le sultan. Ce dernier, accompagné par un adjoint d'une confession différente de la sienne, sera aussi chargé de recevoir les pétitions des habitants et devra terminer sa mission avec une inspection générale des vilayets. Le point 8 évoque la création d'une commission permanente de contrôle, présidée par un haut fonctionnaire, composé de six membres (trois musulmans, trois chrétiens) et se réunissant une fois par mois. Son rôle est de surveiller l'application des lois, signaler au gouvernement les irrégularités, recevoir et examiner les doléances, servir d'intermédiaire avec les ambassades étrangères, commander des rapports à l'administration locale voire envoyer des tournées d'inspection dans les provinces. Le point 9 demande l'indemnisation des Arméniens ayant subi des exactions, tandis que le point 11 demande le maintien et la protection de la Constitution nationale arménienne de 1863. Enfin, le point 12 envisage la nomination d'un fonctionnaire chrétien spécialement chargé des intérêts des Arméniens dans les autres vilayets, ainsi que la constitution d'unités administratives séparées où les réformes seront appliquées dans les quelques localités où les Arméniens sont majoritaires, comme Hadjin et Zeïtoun.
Dans certains milieux parisiens, la question des mesures à prendre est vivement discutée début 1895, notamment après la publication des résultats « accablants » de la commission d'enquête européenne. Les Jeunes-Turcs, pour certains en exil dans la capitale française, sont alors confrontés pour la première fois à cette question des réformes que les grandes puissances veulent imposer à l'Empire ottoman pour régler la question arménienne. Après avoir pris connaissance du projet de réformes des ambassadeurs, deux d'entre eux, Ahmed Rıza et le Doktor Nâzım, rencontrent certains responsables Hentchakistes (notamment Stepan Sabah-Gulian), entrevue lors de laquelle ils expliquent être fermement opposés à ce projet. Ils sont en effet hostiles à une intervention de l'Europe dans ce qu'ils considèrent comme une affaire intérieure, et hostiles à l'adoption d'un statut spécial pour certaines provinces, car partisans d'une politique centralisatrice. Cependant, bien que partageant des idées nationalistes et conservatrices similaires à celles d'Abdülhamid II, ils condamnent les massacres hamidiens (car ne respectant notamment pas le Coran) mais les imputent à l'entourage du sultan.

### Projet puis loi
Le projet élaboré par les ambassadeurs à partir du mémorandum comporte 13 chapitres au sein desquels se répartissent 40 articles :
1. Valis ;
2. Mutessarifs ;
3. Caïmakams ;
4. Cercles communaux (nahiés) ;
5. Police ;
6. Gendarmerie ;
7. Prisons ;
8. Comité d'enquête préliminaire ;
9. Contrôle des Kurdes ;
10. Cavalerie hamidiée ;
11. Questions des titres de propriété ;
12. Perception des dîmes ;
13. Justice ;

La loi, quant à elle, comporte 16 chapitres pour 32 articles.
Ainsi, les grandes puissances européennes obtiennent du sultan Abdülhamid II des réformes dans les six vilayets majoritairement peuplés d'Arméniens, dont l'objectif est de « réaliser les améliorations et les réformes exigées par les besoins locaux dans les provinces habitées par les Arméniens et à y garantir leur sécurité contre les Kurdes et les Circassiens ». Il prévoit notamment : la nomination de gouverneurs sous contrôle européen, l'amnistie pour les prisonniers politiques arméniens ainsi que le retour des exilés, des réparations pour les victimes des massacres, le retour à leur foi originelle des islamisés de force, l'établissement d'une commission de contrôle permanente basée à Constantinople et la nomination d'un haut-commissaire chargé de la mise en œuvre des réformes.

### Promulgation de la loi
Pendant l'été, les autorités ottomanes cherchent à faire barrage au projet, ou du moins à l'édulcorer. Le ministre des Affaires étrangères britannique, Lord Salisbury, rassure l'ambassadeur turc que le Royaume-Uni n'a pas l'intention d'accorder l'autonomie ou des privilèges spécifiques aux Arméniens ottomans, seulement des mesures de justice et d'égalité de traitement.
Face à la lenteur du processus, les Hentchakistes rédigent et envoient une lettre le 28 septembre 1895 adressée aux grandes puissances ainsi qu'aux autorités ottomanes. Il y est écrit :

« Votre Excellence,
Les Arméniens de Constantinople ont décidé d'organiser bientôt une manifestation pacifique afin d'exprimer leur souhait de voir la mise en place de réformes dans les provinces arméniennes. Cette manifestation n'ayant aucune intention d'être violente, l'intervention de la police ou de l'armée pour l'empêcher d'avoir lieu aurait des conséquences regrettables, conséquences dont nous déclinons toute responsabilité par avance. »

Ils organisent ainsi, le 30 septembre 1895, une manifestation à Constantinople, la manifestation de Bab Ali, (Bab Ali signifie Sublime Porte en arabe). Des soldats ottomans sont déployés dans les rues de la capitale ; le meneur de la manifestation, Karo Sahakian, se présente au siège du Patriarcat arménien à midi. Il porte avec lui une pétition adressée au sultan Abdülhamid II dans laquelle les Arméniens se plaignent des massacres organisés par le gouvernement ottoman, de la justice arbitraire et expéditive réprimant la résistance arménienne, des exactions commises par les Kurdes, de la corruption des percepteurs d'impôts et du massacre des Arméniens de Sassoun. Ils demandent l'égalité devant la loi, la liberté de la presse, d'expression et de réunion, la liberté de ne pas être emprisonné sans jugement selon le principe de l'Habeas corpus, le droit de port d'armes pour les Arméniens si les Kurdes ne sont pas désarmés, une nouvelle délimitation des six provinces arméniennes, la nomination d'un gouverneur européen pour ces dernières, ainsi que des réformes foncières et financières. À leur arrivée devant le palais de Topkapı, les meneurs de la manifestation sont arrêtés. Le mouvement est réprimé et la répression dégénère en pogrom : sur plusieurs jours, de nombreux Arméniens sont arrêtés voire tués. Le conseil des ministres ottoman se réunit, tandis que la presse européenne se saisit des évènements.
C'est dans ce contexte sanglant que, sous la pression européenne, Abdülhamid finit par accepter un projet de réformes un peu plus léger qu'il sanctionne par iradé impérial en 1895, le 17 octobre,,,,,, puis qu'il promulgué sous forme d'un décret le 20 octobre (ou peut-être le 31).

### Échec du projet
Mais les réformes ne sont jamais mises en œuvre,,. Pour Claire Mouradian, ces massacres sont un véritable « test de la (non) réaction des Puissances à une extermination qui se déroule sous leurs yeux ». De fait, les partis politiques révolutionnaires arméniens l'ont bien compris. Ainsi, la prise de la Banque ottomane par des militants de la Fédération révolutionnaire arménienne le 26 août 1896 porte en filigrane la revendication des réformes fondées sur l'article 61 : « en présence de l'abandon dont la nation arménienne avait été l'objet de la part des Puissances, […] elle n'hésiterait devant aucun moyen pour faire sortir l'Europe de son inaction ». Un nouveau pogrom touche les Arméniens stambouliotes, ce qui provoque de nouvelles condamnations européennes et la demande d'un nouveau projet de réformes. Mais là encore, il n'est pas concrétisé et les grandes puissances se détournent de nouveau rapidement de la question arménienne.
Dans son discours du 3 novembre 1896 prononcé à la Chambre des députés, le député Jean Jaurès dénonce les massacres hamidiens, le rôle d'Abülhamid II dans l'organisation de ceux-ci, mais aussi la passivité des grandes puissances, qui ont permis au sultan d'agir sans crainte de représailles internationales. Il explique ainsi :

« [le sultan] a pensé, messieurs, et pensé avec raison, qu’il n'avait, pour aboutir à ce dessein, qu'à mettre l’Europe devant le fait accompli, devant le massacre accompli. Il l'a vue hésitante, incertaine, divisée contre elle-même, et pendant que les ambassadeurs divisés en effet, et impuissants le harcelaient, en pleine tuerie, de ridicules propos de philanthropie et de réformes, il achevait, lui, l'extermination à plein couteau, pour se débarrasser de la question arménienne, pour se débarrasser aussi de l'hypocrite importunité d'une Europe geignante et complice comme vous l'êtes. »

Fin 1896, le sultan, à travers son émissaire Diran bey Dadian, s'engage auprès du bureau occidental de la Fédération révolutionnaire arménienne (FRA, alors situé à Genève) à introduire des réformes en échange de l'arrêt des actions violentes. Les discussions ont lieu jusque début 1899, mais n'aboutissent pas. Comme le note l'historien Raymond Kévorkian, « elles permettent néanmoins à la Sublime Porte d'évaluer les exigences des Arméniens : […] la FRA rédige un projet des réformes qu'elle souhaite voir réaliser ».